# Heinkel He 176

He 176

Хейнкель He-176 — немецкий реактивный самолёт. Первый в мире самолёт, приводившийся в движение лишь жидкостным реактивным двигателем. Пилотируемый Эрихом Варзицем, он совершил свой первый полёт 20 июня 1939 года около Варнемюнде.
Реактивный самолёт был частным проектом компании «Хейнкель», её директор Эрнст Хейнкель делал акцент на развитие высокоскоростных технологий. Работа над He-176 не была особо выдающейся, но заложила основные принципы развития ракетной техники.
Самолёт был оснащен сбрасываемой носовой частью.

## Тактико-технические характеристики
Приведены данные варианта He.176 V.1
Источник данных: «Уголок неба»

Технические характеристики
- Экипаж: 1 чел.
- Длина: 5,0 м
- Размах крыла: 5,2 м
- Высота: 1,44 м
- Площадь крыла: 5,4 м²
- Масса пустого: 780 кг
- Нормальная взлётная масса: 1620 кг
- Силовая установка: 1 × ЖРД HWK RI-203
- Тяга: 1 × 600 кгс (5,9 кН)

Лётные характеристики
- Максимальная скорость: 750 км/ч
- Практическая дальность: 110 км
- Практический потолок: 9000 м